# 태풍 로빈 (1993년)
태풍 로빈 (ROBYN) 은 1993년 제7호의 태풍이다. 1993년 8월 1일부터 8월 14일까지 활동했고 이 활동기간 동안에 한반도에 근접하여 동해안 전체가 가항반원에 들어가면서 적지 않은 재산 피해를 입혔다. 특히 경상북도에 위력이 집중되면서 상당한 피해를 남겼다.